# Avalon Hill
A Avalon Hill foi uma empresa especializada em jogos de tabuleiro de guerra e de estratégia. A empresa foi fundada em 1958 por Charles S. Roberts no seguimento do sucesso do seu jogo de guerra Tactics. Com Tactics, Roberts criou um novo tipo de jogo de tabuleiro baseado em verdadeiros cenários e estratégias de guerra. Este tipo de jogos já existia anteriormente (H. G. Wells tinha escrito um conjunto de regras chamado Little Wars), mas eles tinham usado exclusivamente figuras em miniatura.
A Avalon Hill foi pioneira em muitos dos conceitos dos actuais jogos de guerra. Estes incluem elementos tais como o uso de redes hexagonais, zonas de controle, acumulação de unidades múltiplas numa localidade única, etc. Jogos mais complexos podiam durar dias ou mesmo semanas e a AH montou mesmo um sistema para pessoas jogarem por correio. Ela também publicou jogos de miniaturas e RPG.
A Avalon Hill tornou-se subsidiária da Monarch Avalon Printing em 1962 (como forma de pagar as dívidas de Roberts), a qual dirigiu nos 36 anos seguintes a empresa. Após alguns processos caros em 1997 e 1998, a Monarch decidiu abandonar o ramo dos jogos, vendendo a Avalon Hill no verão de 1998. A Hasbro Games comprou os direitos dos jogos da Avalon Hill e inventário e o nome "Avalon Hill." A Hasbro publica agora um número seleccionado de jogos antigos da Avalon Hill. Vários jogos individuais foram licenciados a editoras interessadas. A maioria dos jogos foram licenciados a Curt Schilling e sua Multi-Man Publishing.
A Hasbro também lançou alguns novos jogos sob o nome da Avalon Hill, e adicionou o nome Avalon Hill a jogos antigos tais como Axis and Allies, que não foram originalmente feitos pela Avalon Hill.
Atualmente é uma divisão de jogos da Wizards of the Coast, que é em si uma subsidiária da Hasbro.

## Jogos
(Notar que alguns foram desenvolvidos independentemente e re-licenciados pela AH.)
- 1776 - American Revolution (1974)
- 1914 - World War I (1968)
- Acquire (1962)
- Advanced Squad Leader (1985)
- Advanced Third Reich (1992)
- Afrika Korps (1964, 1965, 1977)
- Age of Renaissance (1996)
- Air Assault on Crete (1978)
- Air Force (1980)
- Alexander the Great (1975)
- Ambush!
- Anzio (1969, 1971, 1974, 1978)
- The Arab-Israeli Wars (1977)
- Atlantic Storm (1997)
- Attack Sub (1991)
- Axis and Allies (originalmente pela Hasbro)
- B-17, Queen of the Skies (1983)
- Battle of the Bulge (1964, 1981, 1991)
- Bismarck - Buscar o Afundamento do Bismarck (1962, 1979)
- Blitzkrieg
- Breakout: Normandy (1993)
- Caesar - Caesar at Alesia (1976)
- Caesar's Legions (1975)
- Carrier
- Chancellorsville (1961, 1974)
- Circus Maximus (1980)
- Civil War
- Civilization
- D-Day (1961, 1965, 1971)
- Devil's Den (1985)
- Diplomacy (1961, 1977)
- Feudal
- Flat Top
- France 1940
- Game of Slang
- Game of Trivia (1981)
- Gangsters (1992)
- Geronimo (1995)
- Gettysburg (1961, 1964, 1977, 1988, 1989)
- Guadalcanal (1966, 1992)
- Icebergs
- IDF (Israeli Defence Force) (1993)
- Image (1979)
- Intern (1979)
- Journeys of St. Paul (1968)
- Jutland (1967, 1974)
- Kampfgruppe Peiper I (1993)
- Kampfgruppe Peiper II (1996)
- Kingmaker
- Knights of the Air (1987)
- Kriegspiel (1970)
- Le Mans (1961)
- Legend of Robin Hood (1980)
- The Longest Day (1980)
- Luftwaffe (1971)
- Machiavelli (1980)
- Midway (1964, 1992)
- Monsters Ravage America! (1998)
- Napoleon (1977)
- Napoleon at Bay (1983)
- Napoleon's Battles (1989)
- Naval War (1983)
- New World (1990)
- Nieuchess (1961)
- Pacific War (Victory Games)
- Panzer Armee Afrika (1982) (publicado em 1973 pela Simulations Publications, Inc.)
- Panzerblitz (1970)
- Panzergruppe Guderian (1984)
- Panzerkrieg (1983)
- Panzer Leader (1974)
- Rail Baron (1977)
- Richthofen's War - Combate aéreo durante a Primeira Guerra Mundial (1972)
- Rise and Decline of the Third Reich (1976, 1981)
  - Advanced Third Reich (1992)
- Risk 2210 - Risk variant
- The Russian Campaign (1974, 1976)
- Source of the Nile - African exploration (1979)
- Squad Leader - Combate tático durante a Segunda Guerra Mundial (1977)
  - Cross of Iron - Kit de expansão para o Squad Leader (1978)
  - Advanced Squad Leader (1985)
- Squander (1965)
- Stalingrad (1963, 1974)
- Starship Troopers (1976, 1997)
- Stonewall Jackson's Way (1992)
- Stonewall in the Valley (1995)
- Stonewall's Last Battle (1996)
- Storm Over Arnhem (1981)
- Struggle of Nations (1982)
- Submarine (1978)
- Tactics (1952, 1983)
- Tactics II (1958, 1961, 1972)
- Third Reich - Jogo de Estratégia sobre a Segunda Grande Mundial (1976, 1981)
  - Advanced Third Reich (1992)
- Titan - fantasy monster combat (1982)
- Titan: the Arena - (1997)
- Tokyo Express
- Trireme - Jogo tático de guerra naval entre os períodos 494 A.C. e 370 D.C. (1980)
- U-Boat (1959, 1961)
- Up Front (1983)
- Victory in the Pacific - Pacific War (1977)
- Vikings
- War and Peace (1980)
- War at Sea - Battle of the Atlantic (1976)
- War at Sea II (1980)
- Waterloo (1962)
- Wizards (1982)
- Wooden Ships and Iron Men - Combate naval no período entre 1776 e 1814 (1975)
- Yanks (1987)
- Year of the Lord (1968)
- Yellowstone (1985)